# 1962年のAFL
1962年のAFLは、1970年にNFLと合併したAFLの3年目のシーズンである。この年のシーズン終了後、ダラス・テキサンズがカンザスシティに移転し、カンザスシティ・チーフスと名前を改めた。
第3回AFLチャンピオンシップは、そのダラス・テキサンズがヒューストン・オイラーズをダブルオーバータイムの末、20対17で破り、チャンピオンに輝いた。

## 概要
AFLは8チームで構成され、2つの地区に分けられ、各チームはホーム・アンド・アウェーで他の7チームと対戦し、計14試合のシーズンを戦った。そして、各地区の1位（同率首位の場合はプレイオフで決定）がチャンピオンシップで戦い、AFLチャンピオンを決定した。

## 順位表
| 東地区                    |    |    |    |      |      |      |
| チーム                    | 勝 | 敗 | 分 | 率   | 得点 | 失点 |
| *ヒューストン・オイラーズ | 11 | 3  | 0  | .786 | 387  | 270  |
| ボストン・ペイトリオッツ  | 9  | 4  | 1  | .692 | 346  | 295  |
| バッファロー・ビルズ      | 7  | 6  | 1  | .538 | 309  | 272  |
| ニューヨーク・タイタンズ  | 5  | 9  | 0  | .357 | 278  | 423  |

| 西地区                       |    |    |    |      |      |      |
| チーム                       | 勝 | 敗 | 分 | 率   | 得点 | 失点 |
| *ダラス・テキサンズ          | 11 | 3  | 0  | .786 | 389  | 233  |
| デンバー・ブロンコス         | 7  | 7  | 0  | .500 | 353  | 334  |
| サンディエゴ・チャージャーズ | 4  | 10 | 0  | .286 | 314  | 392  |
| オークランド・レイダース     | 1  | 13 | 0  | .071 | 213  | 370  |

* — AFLチャンピオンシップゲームに進出

## プレイオフ
- AFLチャンピオンシップゲーム（1962年12月23日、テキサス州ヒューストン ジェプセン・スタジアム）
  - ダラス・テキサンズ 20(2OT)17 ヒューストン・オイラーズ